# Victoria (planetka)
(12) Victoria je velká planetka hlavního pásu. Objevil ji 13. září 1850 John Russell Hind. Jedná se o 12. objevenou planetku od objevení Ceresu v roce 1801. Planetka byla původně pojmenována po římské bohyni vítězství Victorii (pro řeky Níké), ale toto jméno je také na počest britské královny Viktorie. Victoria je asteroid typu S a má přibližně kulový tvar o průměru 112,8 km.